# Солженицын, Игнат Александрович
Игна́т Алекса́ндрович Солжени́цын (род. 23 сентября 1972, Москва) — американский и российский пианист, дирижёр, сын Александра Солженицына. Главный дирижёр Камерного оркестра Филадельфии (с 1998 года), главный приглашённый дирижёр Московского симфонического оркестра.

## Биография
Родился в Москве в 1972 году. Игнату было всего полтора года, когда семья Солженицыных отправилась в вынужденное 18-летнее изгнание. Сначала в Европу, затем в Америку.
Первым сильным музыкальным впечатлением в его жизни была Пятая симфония Дмитрия Шостаковича. Он услышал её на концерте в возрасте 9 лет. После этого он захотел заниматься музыкой серьёзно. Начал занятия музыкой в 11 лет в музыкальной школе Марлборо под руководством Луиса Батлье, преподававшего ему как игру на фортепиано, так и композицию и контрапункт; занимался также под руководством Рудольфа Сёркина. Обучался игре на фортепиано у Марии Курчо в Лондоне и Гэри Граффмана в Кёртисовском институте (Филадельфия).
Игнат Солженицын с 1998 года является главным дирижёром Камерного оркестра Филадельфии.
Концертирует как пианист и дирижёр. Живёт в Нью-Йорке. Лауреат премии «Эвери Фишер», участник престижных фестивалей, в том числе «Декабрьских вечеров» в Москве, фестиваля «Мстиславу Ростроповичу» в Самаре.
В фильме «Солженицын. На последнем плёсе» (студия «Остров») звучит музыка Моцарта и Брамса в концертном холле «Мейманди» в исполнении оркестра под руководством И. Солженицына.
Является президентом (куратором) центра имени Александра Солженицына в Успенском колледже (Assumption College, Вустер (Массачусетс), США).

## Семья
- Жена (с 1999[7]) — Каролин (Carolyn), доктор медицины[8].
  - Сын — Дмитрий Солженицын (р. 2001)[9],
  - Дочь — Анна Солженицына (р. 2003) [9]
  - Сын —  Андрей Солженицын (р. 2008)[9].
- Брат —  Ермолай Солженицын (род. 1970).
- Брат —  Степан Солженицын (род. 1973).